# Acide préphénique
L'acide préphénique est un métabolite formé par la chorismate mutase à l'issue de la voie du shikimate en vue de la biosynthèse de deux acides aminés aromatiques — la phénylalanine et la tyrosine — à partir du chorismate chez les bactéries, les mycètes et les plantes.

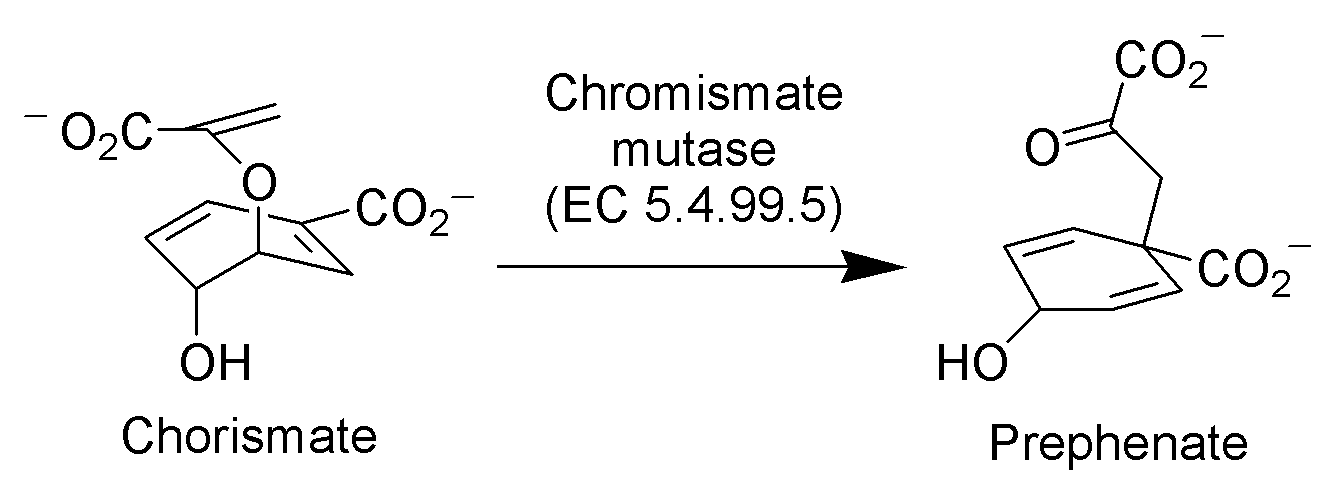
Formation du préphénate à partir du chorismate.